# Brawijaya
Brawijaya is een bestuurslaag in het regentschap Lampung Timur van de provincie Lampung, Indonesië. Brawijaya telt 5103 inwoners (volkstelling 2010).